# Płośnica
Płośnica (niem. Heinrichsdorf) – wieś w Polsce położona na Wzniesieniach Mławskich, w województwie warmińsko-mazurskim, w powiecie działdowskim, w gminie Płośnica, na szlaku kolejowym pomiędzy Działdowem i Lidzbarkiem. Jest siedzibą gminy Płośnica. 
Miejscowość została przyłączona do Polski w wyniku traktatu wersalskiego w styczniu 1920 r.
W latach 1954–1972 wieś należała i była siedzibą władz gromady Płośnica. W latach 1975–1998 miejscowość administracyjnie należała do województwa ciechanowskiego.
W Płośnicy znajduje się zabytkowy kościół pw. św. Barbary z 1404 r., który od XVI wieku do 1945 był świątynią ewangelicką należącą do parafii znajdującej się w obrębie Superintendentury Działdowo Ewangelickiego Kościoła Unijnego.
We wsi jest przystanek kolejowy Płośnica.
W Płośnicy od 1988 r. organizowany jest coroczny Ogólnopolski Przegląd Teatrów Amatorskich – "Płośnickie Lato Teatralne", zazwyczaj pod koniec czerwca lub na początku lipca.
Przy OSP w Płośnicy od 1979 roku działa Młodzieżowa Orkiestra Dęta. Z orkiestrą występuje również liczna grupa mażoretek, którą prowadzi Jadwiga Józefowicz.
W Płośnicy od 2001 działa Omen Club, duży klub dyskotekowy z dwiema salami tanecznymi.